# Zlobice
Zlobice (in tedesco Slobitz) è un comune della Repubblica Ceca facente parte del distretto di Kroměříž, nella regione di Zlín.